# Fuorigiri
Il fuorigiri si ha nella situazione in cui il motore ruota a un regime superiore al massimo consentito e/o interviene un sistema di controllo del regime massimo.

## Descrizione
Il fuorigiri è una situazione pericolosa, perché il motore si porta a un regime superiore al limite massimo che può supportare in modo costante, il che porta a sovrasollecitare tutti gli organi interni del motore, facilitando una probabile rottura dello stesso.
Generalmente per evitare questa situazione si utilizza un sistema che prende il nome di limitatore di giri. 
Nei contagiri analogici il fuorigiri viene contrassegnato da una zona di colore rosso sulla scala numerica, nella quale è preferibile non far entrare la lancetta.